# اکسابک
اکسابک (به سوئدی: Öxabäck) یک منطقهٔ مسکونی در سوئد است که در بخش مارچ واقع شده‌است. اکسابک ۰٫۴۲ کیلومتر مربع مساحت و ۳۰۰ نفر جمعیت دارد.